# Ludność Łomży
Wszystkie dostępne dane liczbowe na temat ludności Łomży znajdują się pod wykresami.
- Liczba ludności miasta Łomży od 1931 roku (średni interwał 5 lat).

- Liczba ludności miasta Łomży w ostatnich 10 latach

- 1808 – 1516   (w tym 157 Żydów)[1]
- 1827 – 3265   (w tym 948 Żydów)[1]
- 1857 – 5881   (w tym 2608 Żydów)[1]
- 1864 – 9636   (w tym 5660 Żydów)[1]
- 1879 – 17 000   (w tym 8000 Żydów)[1]
- 1897 – 19 223   (w tym 8752 Żydów)[1]
- 1921 – 22 014   (w tym 9131 Żydów)[1]
- 1931 – 25 065   (Drugi Powszechny Spis Ludności)
- 1939 – 28 000   (w tym 11000 Żydów)[1]
- 1946 – 13 772   (spis powszechny)
- 1950 – 14 839   (spis powszechny)
- 1955 – 18 818
- 1960 – 19 876   (spis powszechny)
- 1961 – 20 800
- 1962 – 21 200
- 1963 – 21 700
- 1964 – 22 200
- 1965 – 22 564
- 1966 – 23 000
- 1967 – 24 200
- 1968 – 24 700
- 1969 – 25 300
- 1970 – 25 800   (spis powszechny)
- 1971 – 26 400
- 1972 – 26 400
- 1973 – 26 900
- 1974 – 27 789
- 1975 – 29 006
- 1976 – 31 100
- 1977 – 33 100
- 1978 – 36 600   (spis powszechny)
- 1979 – 38 100
- 1980 – 40 813
- 1981 – 42 686
- 1982 – 44 427
- 1983 – 47 084
- 1984 – 49 278
- 1985 – 51 155
- 1986 – 52 991
- 1987 – 54 814
- 1988 – 56 387   (spis powszechny)
- 1989 – 58 086
- 1990 – 59 335
- 1991 – 60 693
- 1992 – 61 527
- 1993 – 62 250
- 1994 – 62 794
- 1995 – 63 338
- 1996 – 63 757
- 1997 – 64 244
- 1998 – 64 605
- 1999 – 64 915
- 2000 – 65 112
- 2001 – 65 265
- 2002 – 63 902   (spis powszechny)
- 2003 – 63 757
- 2004 – 63 880
- 2005 – 63 819
- 2006 – 63 387
- 2007 – 63 036
- 2008 – 63 304
- 2009 – 63 357
- 2010 – 63 221
- 2011 – 63 070
- 2012 – 62 812
- 2013 – 62 750
- 2014 – 62 779
- 2015 – 62 737
- 2016 – 62 802

- 2017 – 63 092  (stan w dniu 31 XII 2017)[2]

Piramida wieku mieszkańców Łomży w 2014 roku.

## Powierzchnia Łomży
- 1995–1997: 32,59 km²
- 1997–2006: 32,71 km²
- od 2006: 32,67 km²